# 雙村守護者
《雙村守護者》（英語：Etharkkum Thunindhavan，或縮寫為）是一部2022年印度泰米爾語動作驚悚片，由潘德拉吉編導，太陽影業製作，蘇芮亞、維奈·雷和琵嬿卡·亞盧·莫罕主演。電影講述某位著名部長之子經營著色情犯罪網路，以性剝削來牟利，許多年輕女子都身受其害。一名身手不凡的律師挺身而出，對抗犯罪組織。
該項目於2020年10月正式對外宣布，暫稱為《蘇芮亞40》（Suriya 40）。本片是太陽影業首度製作蘇芮亞的電影，先前曾發行該演員的《浪子回头金不换》（2009年）與《雄獅》（2010年）。主要拍攝於2021年2月15日開始，11月中旬完成，此期間受COVID-19封鎖限制影響，拍攝被推遲了三個月。電影取景地點包括在金奈、馬杜賴、卡赖库迪和乔乌尔塔拉姆，並在果阿邦拍攝歌曲片段。D·伊曼負責電影配樂作曲的譜寫，R·拉塔納維盧擔任攝影指導，魯本對電影進行剪輯。
《雙村守護者》2022年3月10日在全球影院上映。影評界的口碑褒貶不一，全球票房收入約6.3億至20億盧比。

## 劇情
康納比蘭是馬德拉斯高等法院的律師，與父親阿迪拉亞爾和母親柯薩來科薩萊住在滕納社（Thennaadu）。鄰近的村莊是瓦達納杜（Vadanaadu），兩個村莊的居民都相信濕婆神和夏克提女神起源於這些村莊，並舉行盛大的節日來慶祝他們的團結。滕納社的女性會與瓦達納杜的男性結婚，反之亦然。直到某日，一名瓦達納杜男子的滕納社妻子自殺後，兩個村莊的關係變得疏遠。
康納比蘭愛上了瓦達納杜的阿迪妮，並與其結婚。阿迪妮的朋友雅芝尼拉愛上了中央部長之子因巴的同夥尼汀。尼汀要求雅芝尼拉與因巴的生意夥伴上床，但雅芝尼拉逃跑，因巴的手下追上了她。康納比蘭救下了雅芝尼拉並警告因巴及其部下。在此前，因巴殺死了名為莫妮的女學生，當時莫妮正打算與康納比蘭見面。康納比蘭與阿迪妮結婚後，並為雅芝尼拉提供庇護，並支持她打擊因巴經營的色情犯罪網路。之後，康納比蘭綁架了並囚禁尼汀；尼汀透露，自己勾引了女孩並逼迫她們的拍下色情影片，用來當作封口的把柄。
因巴的手下偷錄了康納比蘭與阿迪妮的上床過程，以及阿迪妮洗澡的影片，用於威脅康納比蘭；夫妻倆及家人都飽受驚訝。但康納比蘭態度堅決，並要求阿迪妮保持堅強並與自己並肩作戰。康納比蘭從因巴的詐騙受害者那收集證據，並對因巴一夥人告上法院，但尼汀被因巴帶走。在法庭上，因巴的辯護人提供了偽證，證明因巴是位慈善家和教育家，甚至將因巴殺死的尼汀放在康納比蘭家車子的後備箱，栽贓阿迪拉亞爾是殺人共犯。結果，法官駁回此案，並下令監禁康納比蘭與阿迪拉亞爾。在監獄服刑兩個月後，先行獲保釋的康納比蘭受父親激勵成為劊子手，放棄他早期對法治的信念以伸張正義。
康納比蘭綁架了因巴的所有手下，之後與因巴交易，以換取手上所有的影片。康納比蘭來到因巴藏身的工廠，並事先使用干擾器令村莊的手機失去訊號，防止對方外流影片，接著開始一一擊倒對方的人馬。在摧毀因巴的電腦後，康納比蘭制伏了因巴一夥，並讓手下帶來了這些人的親屬。康納比蘭向家屬們證明，這些人擁有村莊500名女性的私密影片，用來威脅她們不准結婚和說出去，否則將用此毀了她們的人生。康納比蘭回憶起自己的過去；當他九歲時，妹妹遭兩名流氓綁架、毆打並殺害。
因巴手下的親屬感到羞恥，並動手殺了他們，其中包括一名女孩的父親殺死了曾威脅自己的腐敗警官。因巴的岳父事先從康納比蘭那得知，因巴殺死了岳父的女兒即自己的妻子，並散佈了她與司機私奔並死於他鄉的謠言，令岳父槍殺了因巴。康納比蘭向警方自首，並謊稱自己犯下謀殺罪。當康納比蘭被警察帶走時，受到了科薩萊的指責，但自己則聲稱是「為民除害」，而其他受到威脅的女孩們也來到現場，為康納比蘭的正義之舉感到欣慰，並呼籲警方放了他。

## 演員
- 蘇芮亞飾演律師A·R·康納比蘭（Adv. A. R. Kannabiran）
- 維奈·雷（英语：Vinay Rai）飾演「因巴」因巴塞卡（Inbasekharan (Inba)）
- 琵嬿卡·亞盧·莫罕（英语：Priyanka Mohan）飾演阿迪妮·康納比蘭（Aadhini Kannabiran）
- 薩帝亞拉吉（英语：Sathyaraj）飾演阿迪拉亞爾（Aadhirayarn）
- 薩蘭雅·波瓦南（英语：Saranya Ponvannan）飾演科薩萊（Kosalai）
- 伊拉瓦拉蘇（英语：Ilavarasu）飾演阿迪妮之父
- 德瓦達希尼（英语：Devadarshini）飾演安朱馬尼（Anjumani）
- M·S·巴斯卡（英语：M. S. Bhaskar）飾演卡魯帕亞（Karuppaiya）
- 蘇里飾演阿瓦尼·蘇拉馬尼（Aavani Soolamani）
- 馬杜蘇德漢·拉奧（英语：Madhusudhan Rao (actor)）飾演因巴之父
- 哈瑞希·普拉狄飾演因巴的岳父
- 普加茲（英语：Pugazh (actor)）飾演蘇拉馬尼的夥伴
- 沙蘭·沙伽蒂（英语：Saran Shakthi）飾演尼汀（Nithin）
- 蒂薇亞·杜雷薩米（Dhivya Duraisamy）飾演雅芝尼拉（Yazhnila）
- 維吉·錢德拉塞卡（英语：Viji Chandrasekhar）飾演法官

## 製作

### 發展
據2019年5月的報導，蘇芮亞正在開發由太陽影業投資製作的項目；太陽影業先前發行過該演員的《浪子回头金不换》（2009年）與《雄獅》（2010年），該項目則是首次參與蘇芮亞電影的製作。哈利曾與蘇芮亞合作過《阿倫》（2005年）、《矛》（2007年）及《雄獅》系列電影，據傳將擔任該項目的導演，但最終選擇退出，未透露原因。蘇芮亞和哈利後來合作拍攝了由綠色製片室製作的電影《阿魯瓦》（Aruvaa），但該項目也被擱置，蘇芮亞轉而與潘德拉吉合作拍片，而非當時傳的《宁死不屈》（2018年）導演卡蒂克·坦加維爾（Karthik Thangavel）或泰盧固語導演。潘德拉吉先前曾與蘇芮亞合作；蘇芮亞的製片公司2D娛樂投資製作該導演的《孩子們2》（2015年，蘇芮亞也在片中擔任配角）和《少年獅王》（2018年，蘇芮亞的弟弟卡錫主演）。

### 前期製作
2020年10月25日，太陽影業在十胜节時向外界證實了該項目，暫稱為《蘇芮亞40》（Suriya 40），該名稱象徵蘇芮亞出演的第40部電影；這也是潘德拉吉繼《我們家的孩子》（2019年）後與該製片公司合作的第二部電影。與潘德拉吉先前的《少年獅王》及《我們家的孩子》等以親情和情感為主的作品不同，此項目將是帶有商業色彩的動作片；本片也是他繼《卡塔卡利》（2016年）後製作的第二部純正動作片。潘德拉吉根據2019年波拉奇性侵案撰寫了此故事。本片名稱《雙村守護者》（Etharkkum Thunindhavan）於2021年7月22日正式發表；該標題引用了1976年一部同名電影，由蘇芮亞之父席瓦庫馬擔任主角。

## 備註
1. ↑  根據Pinkvilla報導，《雙村守護者》的全球票房為6.3億盧比[3]。Zee News報導為17.5億盧比[4]。《電訊報》和《Dina Thanthi》報導的數字則為20億盧比[5][6]。

## 外部連結
- 互联网电影数据库（IMDb）上《雙村守護者》的资料（英文）
- 爛番茄上《雙村守護者》的資料（英文）